# Salsola gobicola
Salsola gobicola är en amarantväxtart som beskrevs av Modest Mikhaĭlovich Iljin. Salsola gobicola ingår i släktet sodaörter, och familjen amarantväxter. Inga underarter finns listade i Catalogue of Life.